# Октябрське (аеродром)
Октябрське — військовий аеродром розташований північніше села Октябрське (Біюк-Онлар), в Автономній Республіці Крим. Аеродром був один з найбільших в Чорноморському флоті, з 1995 — не діє.

## Історія
Аеродром був збудований на початку 1950-х років. На ньому базувався 943-й мінно-торпедний авіаційний полк, який використовував літаки-торпедоносці Іл-28Т, а пізніше дальні бомбардувальники Ту-16. Наприкінці 1970-х років аеродром був реконструйований і став аеродромом 1-го класу. У 1986 році полк почав переучування на літак Ту-22МЗ.
Після розпаду СРСР 943-й авіаційний полк, який на той час вже називався «морський ракетний» залишився під юрисдикцією Російської Федерації, і в 1996 був розформований.

### Російсько-українська війна
Перед повномасштабним вторгненням РФ аеродром був знову перетворений на військовий об'єкт. На супутникових фотознімках аеродрому, зроблених у лютому 2022, видно велику кількість військової техніки та польові намети.
22 липня 2023 Збройні сили України успішно завдали удару по нафтобазі й військовому складу розташованих на території аеродрому. Детонації боєприпасів були такої сили, що окупаційна влада була змушена призупинити рух залізницею та оголосити евакуацію населення в радіусі 5 кілометрів.